# 峨参叶紫堇
峨参叶紫堇（学名：Corydalis anthriscifolia）为罂粟科紫堇属下的一个种。

## 扩展阅读
- 維基物種上的相關：峨参叶紫堇